# کنزو کاتو
کنزو کاتو (انگلیسی: Kenzō Katō؛ زادهٔ ۲۶ سپتامبر ۱۹۸۰) کشتی‌گیر اهل ژاپن است.